# Casa de Cultura de la Caixa de Pensions de Manresa
La Casa de Cultura de la Caixa de Pensions de Manresa és una obra del municipi de Manresa (Bages) protegida com a bé cultural d'interès local.

## Descripció
Aquesta construcció està situada en un lloc privilegiat, un xamfrà del centre urbà, la qual cosa li dona un gran relleu. És de planta quasi quadrada i consta d'un cos central, que culmina amb una cúpula a quatre vessants de pissarra, i les façanes laterals simètriques. En els extrems d'aquestes s'alcen dues torres no gaire altes, coronades amb merlets i arcuacions de mig punt. El tractament de la façana presenta un eclecticisme sense estridències: les obertures de la planta baixa són de mig punt, mentre que les dels altres pisos són allindanades; la construcció és amb pedra i obra vista i l'ornamentació, bàsicament emplaçada en les obertures, és amb pedra i ferro forjat, amb escultures treballades en la pedra d'inspiració gòtica.

## Història
Fou construïda per l'arquitecte Enric Sagnier i Villavechia entre el 1920-1924.